# Sanja Jovanović
Sanja Jovanović (* 15. September 1986 in Dubrovnik, Jugoslawien) ist eine kroatische Rückenschwimmerin.

## Werdegang
Bei den Olympischen Spielen 2004 in Athen belegte sie den 13. Platz über 200 m und den 17. Platz über 100 m. Sie erreichte bei den Schwimmeuropameisterschaften 2004 den dritten Platz.
Jovanović hält die Weltrekordzeit von 26,50 Sekunden über 50 Meter Rücken, aufgestellt bei den Kurzbahneuropameisterschaften 2007 der Schwimmer im ungarischen Debrecen. Damit verbesserte sie die über sechs Jahre alte Weltbestzeit der Chinesin Li Hui um 33 Hundertstelsekunden und ihre eigene Bestleistung um 41 Hundertstelsekunden. Bei den Kurzbahnweltmeisterschaften 2008 in Manchester schwamm Jovanović auf den 50 Meter Rücken erneut eine Weltrekordzeit und verbesserte ihren Rekord um 23 Hundertstelsekunden auf 26,37 Sekunden. Im Finale der 100 Meter Rücken belegte Jovanović mit 57,80 Sekunden den 3. Platz.

## Rekorde
| Weltrekorde (1)         | Weltrekorde (1) | Weltrekorde (1)   | Weltrekorde (1) |
| ----------------------- | --------------- | ----------------- | --------------- |
| 50 m Rücken (Kurzbahn)  | 00:25,70 min    | 12. Dezember 2009 | Istanbul        |
| (Stand: 7. August 2010) |                 |                   |                 |